# Maria Teresa Horta
Maria Teresa de Mascarenhas Horta Barros (Lisboa, 20 de mayo de 1937 - Lisboa, 4 de febrero de 2025) fue una escritora, periodista, activista y poeta portuguesa. Fue una de las autoras del libro Nuevas Cartas Portuguesas, por el que fue procesada y juzgada en 1972, junto con Maria Isabel Barreno y Maria Velho da Costa.

## Biografía
Se licenció en la facultad de letras de la Universidad de Lisboa y acabó dedicándose al periodismo. Formó parte del Movimiento Feminista en Portugal junto a María Isabel Barreno y Maria Velho da Costa, conocidas como las Tres Marías. Juntas escribieron el libro Novas Cartas Portuguesas, que en su momento tuvo fuerte repercusión y generó protestas. María Teresa Horta también formó parte del grupo Poesía 61.
Publicó en diarios como Diário de Lisboa, A Capital, República, O Século, Diário de Notícias y Jornal de Letras e Artes, entre otros. En la Capital, dirigió el suplemento Literatura y Arte, que incluía nombres como Natália Correia, Maria Isabel Barreno, Ary dos Santos, José Saramago, António Gedeão, Alexandre O'Neill, Mário Cesariny, entre otros grandes nombres de la literatura portuguesa.
También fue redactora jefe de la revista Mulheres, por invitación del Partido Comunista Portugués, del que fue miembro durante 14 años entre 1975 y 1989, cuando cayó la Unión Soviética. Esta revista, proyecto personal de María Teresa Horta, consistió en un proyecto feminista, con un fuerte carácter esencialista. Le permitió entrevistar a mujeres destacadas de la política, la cultura y la literatura, entre ellas Maria de Lourdes Pintasilgo, Marguerite Yourcenar, Marguerite Duras o Maria Bethânia.
Estuvo casada con Luís Barros, hasta su muerte el 20 de noviembre de 2019. Su hijo, Luís Jorge Horta Barros, nacido el 4 de abril de 1965.[cita requerida]

Falleció a los 87 años el 4 de febrero de 2025 en Lisboa.

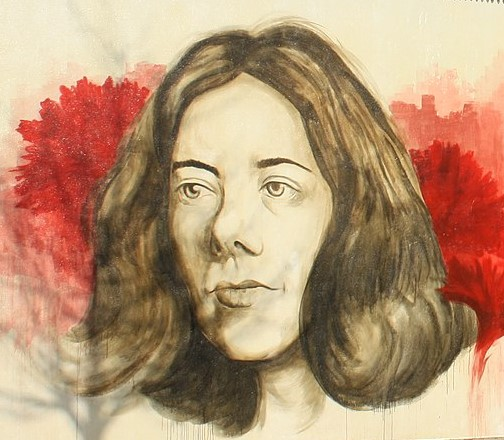
Retrato hecho a Maria Teresa Mascarenhas Horta.

## Reconocimientos
Fue galardonada con el Premio D. Dinis 2011 de la Fundación Casa de Mateus por su obra «As Luzes de Leonor», que aceptó, aunque se negó a recibirlo de manos del primer ministro Pedro Passos Coelho, a quien correspondía, alegando que estaba «destruyendo el país». Ese año también ganó el Premio Máxima de Literatura por la misma obra.
En 2014 recibió el Premio a la Trayectoria Profesional de la Sociedad Portuguesa de Autores. En 2017, su libro “Anunciações” ganó el Premio de Autores 2017 en la categoría Mejor Libro de Poesía. Con la misma obra, y también en 2017, le fue concedido el IV Premio Océanos, de literatura en lengua portuguesa, otorgado anualmente por Itaú Cultural en Brasil, aunque lo rechazó porque consideraba que su obra y sus lectores merecían más respeto al ser un premio compartido con el autor Bernardo Carvalho.
En 2020, el Ministerio de Cultura portugués la distinguió con la Medalla al Mérito Cultural. Ese mismo año, Las Tres Marías fueron seleccionadas como unas de los 50 autores portugueses incluidos en el libro "O Cânone" de António M. Feijó, John R. Figueiredo y Miguel Tamen, profesores y ensayistas de la Facultad de Letras de la Universidad de Lisboa.
En 2021 fue galardonada con el Premio Literario Casino da Póvoa 2021, en el festival de literatura Correntes d'Escritas, por la obra Estranhezas. Ese mismo año fue homenajeada en el Festival Literario Internacional del Interior, creado en honor a las víctimas de los incendios de 2017.
El 21 de abril de 2022 se le concedió el rango de Gran Oficial de la Orden de la Libertad. En 2023, el ISPA la distinguió con el título de doctora honoris causa.
El 8 de marzo de 2004, le fue concedido el rango de Gran Oficial de la Orden del Infante Don Enrique por el Presidente de la República Portuguesa, Jorge Sampaio. Además, en 2024 fue galardonada con el Premio de la Libertad, en el marco de los Premios ACTIVA Mujeres Inspiradoras y se convirtió en la primera mujer en recibir el Premio Rodrigues Sampaio, un galardón que otorga la Asociación de Periodistas y Hombres de Letras de Oporto. Además, la BBC la nombró una de las 100 mujeres más influyentes e inspiradoras del mundo.

## Obras

### Poesía
- Espelho Inicial (1960)
- Tatuagem (1961)
- Cidadelas Submersas (1961)
- Verão Coincidente (1962)
- Amor Habitado (1963)
- Candelabro (1964)
- Jardim de Inverno (1966)
- Cronista Não é Recado (1967)
- Minha Senhora de Mim (1971)
- Educação Sentimental (1975)
- As Mulheres de Abril (1976)
- Poesia Completa I e II (1960-1982) (1982)
- Os Anjos (1983)
- Minha Mãe, Meu Amor (1984)
- Rosa Sangrenta (1987)
- Antologia Poética (1994)
- Destino (1998)
- Só de Amor (1999)
- Antologia Pessoal - 100 Poemas (2003)
- Inquietude (2006)
- Les Sorcières - Feiticeiras, edición bilingüe (2006)
- Cem Poemas + 21 Inéditos (2007)
- Palavras Secretas (Antología) (2007)
- Poemas do Brasil (2009)
- Poesia Reunida (1960-2006) (2009)
- As Palavras do Corpo (Antología de poesía erótica) (2012)
- Poemas para Leonor (2012)
- Poesis (2017)
- Estranhezas (2018)

### Prosa
- Ambas as Mãos sobre o Corpo (1970)
- Novas Cartas Portuguesas, con Maria Velho da Costa y Maria Isabel Barreno (1971)
- Ana (1974)
- O Transfer (1984)
- Ema (1984)
- A Paixão Segundo Constança H. (1994)
- A Mãe na Literatura Portuguesa (1999)
- As Luzes de Leonor (2011)
- A Dama e O Unicórnio (2013)
- Meninas (2014)
- Quotidiano Instável. Crónicas (1968-1972) (2019)